# Désiré Briden
Désiré Briden fue un escultor francés, nacido en La Chapelle-Saint-Luc el 18 de septiembre de 1850 y fallecido en Troyes el 23 de noviembre de 1936.

## Datos biográficos
De origen modesto, su padre era artesano en Troyes, su don para la escultura fue descubierto desde muy joven. sus hermanos eran albañiles, lo que le dio la oportunidad de trabajar la piedra. Completó su formación siguiendo los cursos de la escuela municipal de dibujo de Troyes. A los 18 años, obtuvo una beca que le permitió entrar en la Escuela de Bellas Artes de París. Sus estudios fueron coronados por el premio de Florencia.
Fue movilizado por la guerra franco-prusiana de 1870 tuvo que trabajar como obrero en la fábrica de esculturas religiosas La Sainterie de Vendeuvre. Se instaló más tarde en Troyes donde abrió una escuela de dibujo. Continuando su labor como escultor, expuso en el Salón de París y obtuvo una medalla en 1883. Expuso de forma continuada hasta 1925 en el Salón de la Sociedad artística del Aube.
Obtuvo algunos encargos oficiales y sus esculturas entraron en el museo de las Bellas Artes de Troyes. Désiré Briden fue un escultor regional y sus principales obras decoraron la villa de Troyes, el monumento a los infantes del Aube muertos en la guerra de 1870-1871, el monumento a los benefactores de la ciudad. Otras obras en bronce fueron enviadas a la fundición en el periodo del régimen de Vichy para la recuperación de metales no ferrosos destinados a armamento.
En 1965, la villa de Troyes honró su memoria bautizando una calle con su nombre.

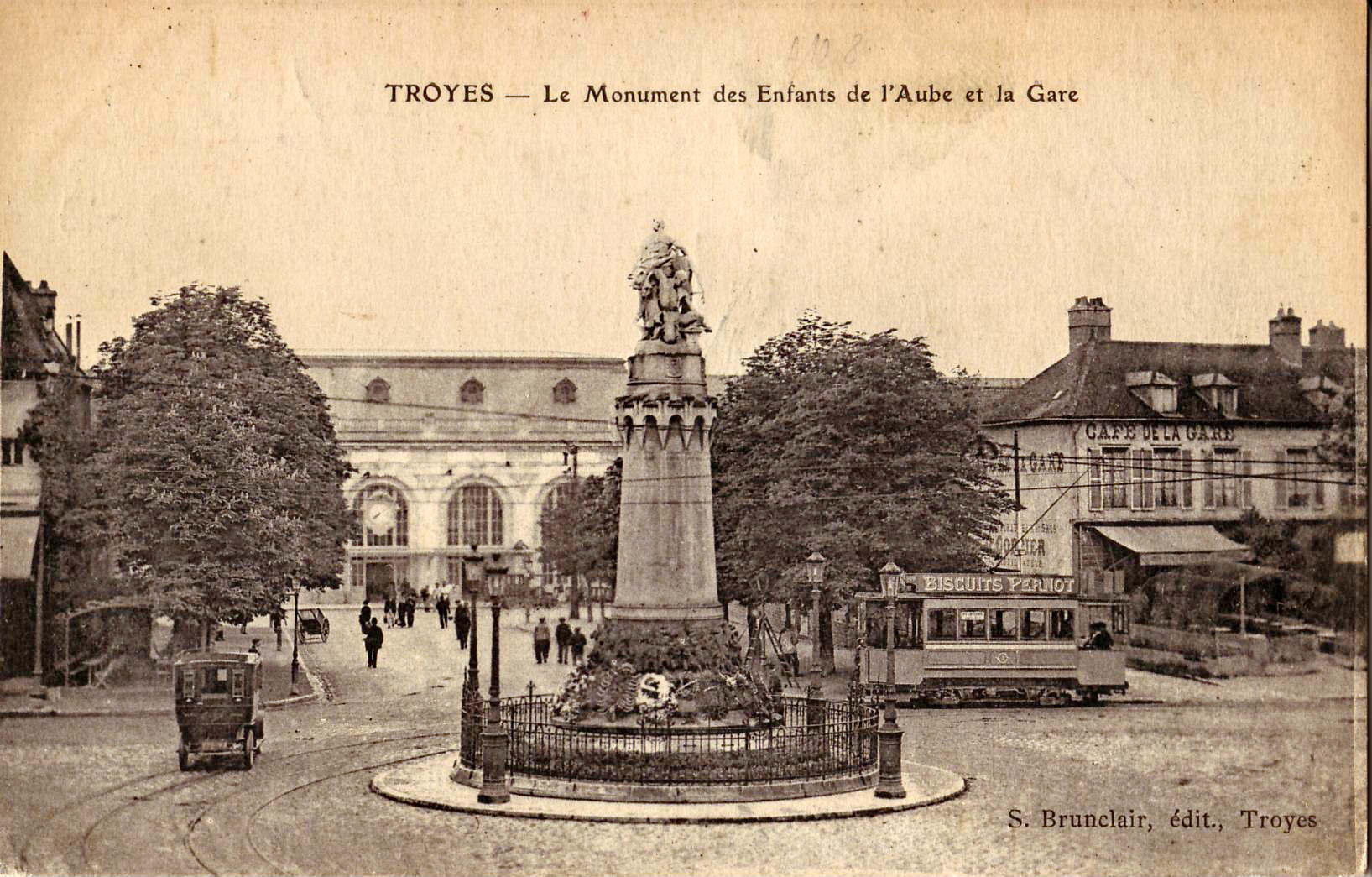
El Monumento a los Infantes del Aube muertos en la guerra de 1870-1871 frente a la estación de ferrocarril de Troyes (fr). Postal timbrada en 1915.

## Obras
- Monument aux Enfants de l'Aube morts à la guerre de 1870-1871

Monumento a los infantes del Aube muertos en la guerra de 1870-1871: para este importante monumento inaugurado en 1890, Désiré Briden realizó en bronce el friso circular del zócalo en altorrelieve, el grupo en mármol principal fue esculpido por Alfred Boucher. El monumento se encuentra frente a la entrada de la estación de Troyes. 48°17′47″N 4°4′0″E / 48.29639, 4.06667
- Monument aux bienfaiteurs de la Ville de Troyes

Monumento a los benefactores de la ciudad de Troyes, plaza Jean-Jaurès.48°17′39″N 4°4′10″E / 48.29417, 4.06944
- Le Vin - el Vino (1900), grupo en bronce en el jardín de Chevreuse, fundado en los terrenos de los muros de la antigua fortificación de Chevreuse en Troyes, enviado a la fundición durante el régimen de Vichy.[2]
- Tumba del papa Urbano IV (1905). En la catedral de Troyes.[3]